# Searx
Searx (стилізовано як searX) — це безкоштовна метапошукова система з відкритим вихідним кодом, доступна за GNU AGPL 3, з метою захисту конфіденційності своїх користувачів. З цією метою Searx не передає IP-адреси користувачів або історію пошуку пошуковим системам, з яких вона збирає результати. Блокуються файли відстеження (cookie) пошукових систем, що запобігає зміні результатів на основі профілю користувача. За замовчуванням запити Searx надсилаються через HTTP POST (за винятком веб-браузерів на базі Chromium, де замість цього використовуються HTTP GET-запити), щоб запобігти відображенню ключових слів запиту користувачів у журналах веб-сервера. Searx був натхненний проєктом Seeks, хоча він не реалізує однорангове ранжирування результатів Seeks, отриманих користувачами.
Кожен результат пошуку надається як пряме посилання на відповідний сайт, а не посилання відстеження, як у Google. Крім того, за наявності, ці прямі посилання супроводжуються кешованими та/або проксі-посиланнями, які дозволяють переглядати сторінки результатів без фактичного відвідування відповідних сайтів. Кешовані посилання вказують на збережені версії сторінки на Wayback Machine, а проксі-посилання дозволяють переглядати поточну сторінку через веб-проксі на основі Searx. Окрім загального пошуку, система також містить вкладки для пошуку в певних розділах: файли, зображення, інформаційні технології, мапи, музика, новини, наука, соціальні мережі та відео.
Користувачі можуть запускати приватні екземпляри Searx на власному комп'ютері, а також існує багато загальнодоступних екземплярів Searx, які запускаються користувачами, деякі з яких доступні як приховані служби Tor. Мета-екземпляри Searx також можна використовувати для переспрямування пошукового запиту до випадкового публічного екземпляра. Загальнодоступний API доступний для Searx, а також плагінів пошукового провайдера Firefox.
Станом на 7 вересня 2023 року репозиторій Searx на GitHub було заархівовано, де зазначено, що Searx більше не підтримується. Репозиторій SearxNG залишається відкритим.

## Пошукові системи та інші налаштування
У всіх категоріях Searx може отримувати результати пошуку приблизно з 82 різних систем. Сюди входять основні пошукові системи і пошукові системи для конкретних сайтів, такі як Bing, Google, Reddit, Wikipedia, Yahoo та Yandex. Системи, які використовуються для кожної категорії пошуку, можна встановити через інтерфейс «налаштувань», і ці параметри будуть збережені у файлі cookie у веб-браузері користувача, а не на стороні сервера, оскільки з міркувань конфіденційності Searx не реалізує модель входу в систему користувача. Інші параметри, такі як мова інтерфейсу пошуку та мова результатів пошуку (доступно понад 20 мов), можна встановити таким же чином.
На додачу до файлу налаштувань (cookie), у кожному запиті можна змінити пошукові системи, вибрані категорії пошуку та/або мови пошуку, вказавши один або декілька з наступних текстових пошукових операторів перед ключовими словами пошуку.
- ! category — пошук у вказаній категорії замість типових.
- ? category — пошук у вказаній категорії на додачу до стандартних.
- ! engine — шукати вказаним рушієм замість стандартних.
- ? engine — пошук вказаним рушієм на додачу до стандартних.
- : language — шукати результати вказаною мовою замість мови за замовчуванням.

Оператори ! та ? можна вказати більше одного разу, щоб вибрати кілька категорій або рушіїв, наприклад !google !deviantart ?images :japanese cow.

## Примірники
Будь-який користувач може запустити свій власний екземпляр Searx, що може бути зроблено для максимальної приватності, уникнення перевантаження загальнодоступних екземплярів, збереження індивідуальних налаштувань (навіть якщо файли cookie браузера очищено), забезпечення аудиту вихідного коду тощо. Користувачі можуть включити свої екземпляри Searx до списку всіх публічних екземплярів, який можна редагувати, або залишити їх приватними. Також можна додавати власні пошукові системи до власного екземпляра, які не доступні в загальнодоступних екземплярах. У 2019 році Google почав блокувати деякі саморозміщені екземпляри. Це стосувалося деяких IP-адрес, які використовує searx.me для запитів, які призводять до помилки google (несподіваний збій: потрібно ввести CAPTCHA). У відповідь на це деякі екземпляри були модифіковані, щоб мовчки пропускати спроби пошуку в Google, навіть якщо це єдиний вказаний пошуковик.

## Форк SearXNG
У середині 2021 року деякі учасники SearX розгалужували репозиторій для SearXNG, щоб забезпечити швидше налагодження та виправлення помилок рушія. SearXNG призначений для користувачів, яким потрібен швидший час розробки з меншою кількістю помилок. Тема користувача, надійність рушіїв і анонімні показники є найбільш помітними змінами в SearXNG.